# Rivolta di Barbicone
(Grido del Popolo minuto durante la sommossa del 1371)
La rivolta di Barbicone è un corpus unico di moti e congiure che sconvolse la città di Siena nel luglio 1371. Fu un tumulto degli operai della manifattura tessile per migliorie salariali ad accendere gli scontri il 14 luglio. Quando poi tre sottoposti dell'Arte della lana, tra cui lo stesso capopolo Barbicone e di cui due appartenenti alla Compagnia del Bruco furono arrestati, la detta compagnia subentrò nella generalizzata violenza politica cittadina in sostegno della fazione egemone del regime: il Popolo minuto. 
All'affondo popolare seguirà il 30 luglio il trattato dei gonfalonieri, una fallita congiura del Monte dei Dodici, appoggiato dalla consorteria Salimbeni, per sciogliere la Compagnia del Bruco e deporre il governo dei Riformatori.

## I prodromi della rivolta

### Le Arti al potere: dai Dodici ai Riformatori
I moti del 1370 e 1371 si collocano in un periodo turbolento della storia di Siena, seguente alla caduta del Governo dei Nove e che vede un assoluto protagonismo del Popolo Minuto.
Caduto nel 1355 il regime novesco, governo di stampo oligarchico che aveva guidato Siena dal 1287 e dal quale erano escluse le Arti cittadine (a eccezione della potente corporazione della Mercanzia e dell'influente dell'Arte della lana), si formò un nuovo reggimento, detto dei Dodici, basato sul potere collegiale delle corporazioni.
Tramite una riforma delle Arti infatti, conclusasi poi con la legge del novembre 1356, il nuovo regime mirò certamente a ottenere una maggiore legittimazione al vertice. Riguardo alle gilde, la differenza rispetto al precedente dominio della Mercanzia fu marcata da una rappresentanza, almeno teorica, delle corporazioni nella magistratura collettiva; tutti gli artigiani e i commercianti si dovevano iscrivere alle Dodici Capitudini delle Arti, i cui priori avrebbero composto un collegio detto appunto dei Dodici Priori delle Arti. Questi, consiglieri del capitano del popolo, iscritto anch’esso ad una delle arti, avevano diritto a partecipare al Consiglio generale e alle riunioni dei Dodici. 

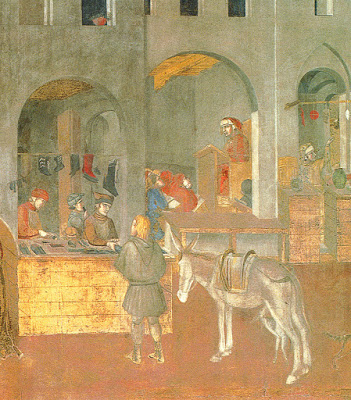
Ambrogio Lorenzetti, La bottega del calzolaio.
Effetti del Buon Governo in città (1338-1339).
Palazzo Pubblico, Siena.

«Ecce quam bonum et quam jucundum habitare fratres in unum», si legge, a dimostrazione dei propositi di giustizia e teorica uguaglianza. I priori delle arti adesso, assieme ai Signori Dodici e al capitano del popolo eleggevano il Consiglio Generale (o della Campana) e inoltre gli stessi Signori. 
Cadde dunque la veste oligarchica novesca ora che ogni cittadino era costretto a iscriversi a una delle dodici corporazioni - lanaiuoli, arte del fuoco, fuoco minuta, calzolari, notari, carnaiuoli, pizzicaiuoli, maestri del legname, setaiuoli, banchieri, ligrittieri, ritallieri, speziali.
Tale processo di "democratizzazione" proseguì quando nell'autunno del 1368 si consolidò ulteriormente in Siena il potere del Popolo minuto. Il governo dei Dodici cadde infatti in settembre grazie a un colpo di mano dei magnati che portò per poche settimane al potere un collegio nobiliare. Ben presto il composito strato popolare andò però ristrutturandosi e si aprì una nuova fase che vide un ulteriore slittamento del potere verso gli strati sociali inferiori.
Fu appunto il rovesciamento del breve governo dell’aristocrazia a far sì che gente di umile condizione e corporazione – piccoli bottegai e artigiani – si trovassero nelle condizioni di accedere alle magistrature repubblicane col potere di legiferare. I nuovi protagonisti sono da ricercare tra i muratori e falegnami, i fabbri e macellai, i ligrittieri e fornai. Nonostante il nuovo governo dei Riformatori fosse inizialmente un "governo di coalizione" composto da noveschi, gli stessi dodicini e i popolari minuti, ben presto grazie a un nuovo tumulto, l'11 dicembre, questi ultimi riuscirono ad assicurarsi la maggioranza.

### La Compagnia del Bruco

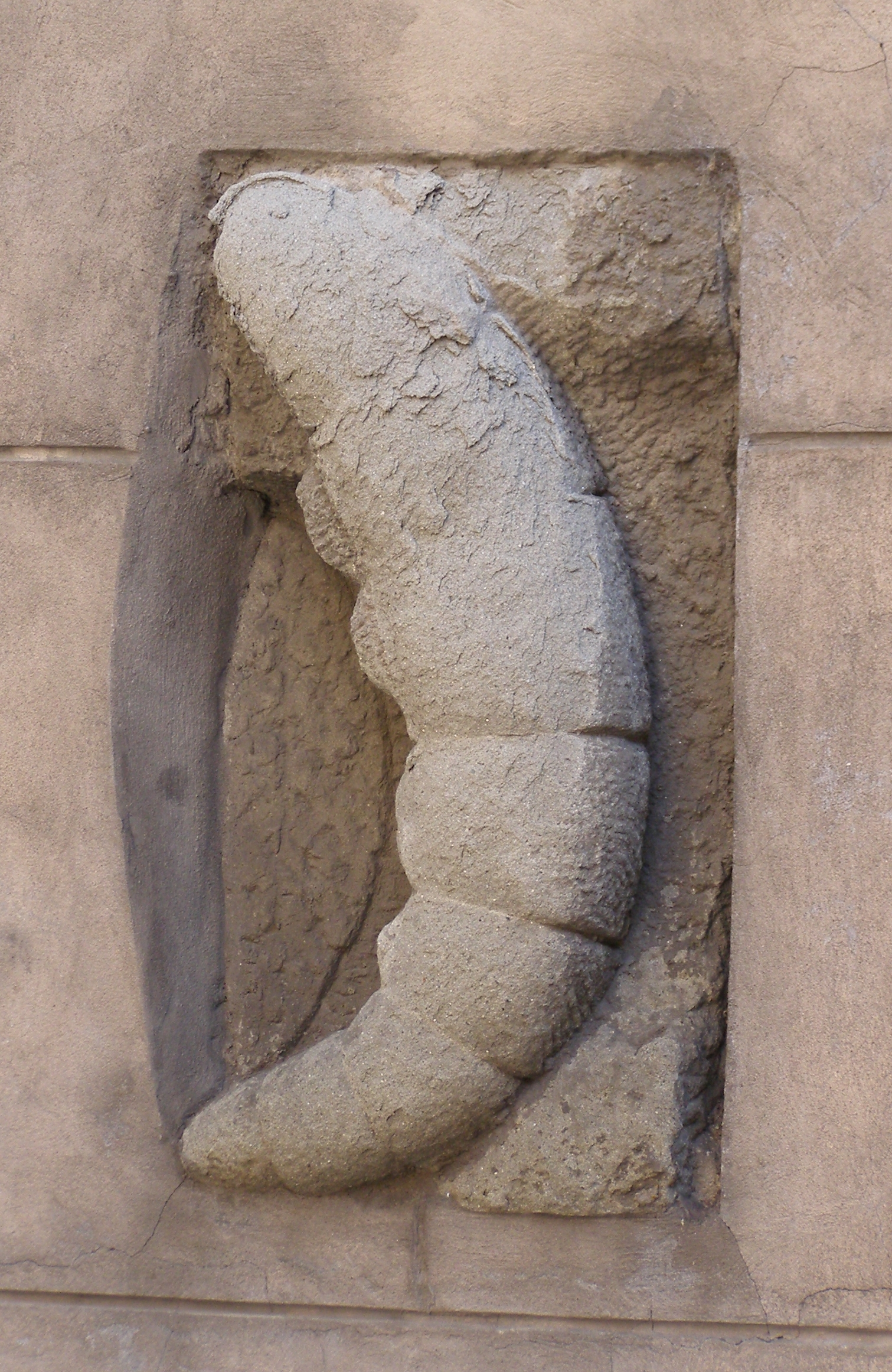
Bruco di pietra posto nel territorio della Nobil Contrada del Bruco, depositaria secolare della memoria della Compagnia del Piano di Ovile.

È in questo turbolento trapasso in cui con la caduta dei Dodici si susseguono congiure e sommosse, che compare la figura di Barbicone e, contemporaneamente, nasce la Compagnia del Bruco. 
Con la rivolta dell'11 dicembre i popolari minuti assunsero un ruolo completamente egemone e dagli eletti del 13 dicembre si evincono infatti precisi riferimenti professionali che rimandano ai ceti subalterni. Accanto a commercianti e artigiani, questi in netta maggioranza, trovavano spazio nelle magistrature anche rappresentanti di salariati, alcuni dei quali sottoposti della lavorazione della lana. Furono queste le categorie sociali che avranno un ruolo importante nelle sommosse degli anni a venire.
Colui che forse più di tutti balza agli occhi, al principio della lista dei nominati, è proprio Francesco d’Agnolo, il Barbicone che diverrà celebre per la rivolta di due anni dopo. Il noto caporione fu dunque eletto in seno ai Riformatori, membro a tutti gli effetti della compagine governativa. 
In merito allo stesso Bruco, la Compagnia del Piano di Ovile - questo il nome ufficiale della società di popolo - compare nel medesimo mese di dicembre del 1368. Fu Benedetto di Giovanni, fabbricante di corazze, a presentare infatti a nome degli uomini del proprio rione una petizione il 30 del mese, discussa dal governo e approvata; qui si chiedeva l'autorizzazione al formare una compagnia cittadina, che si sarebbe affiancata alle quarantadue già esistenti, lamentando il fatto che nessuna di quelle limitrofe assolvesse al compito di guardia della Porta Ovile.
Dunque una compagnia urbana in piena regola, attestata dai documenti dei mesi seguenti, e i cui componenti erano perfettamente inseriti all'interno delle magistrature; una società formatasi col consenso di quel regime "popolare" dei Riformatori al quale il Bruco sarà completamente affine.

### La protesta sociale del 1370
(Formula della Compagnia del Bruco durante la protesta del 1370)
Nonostante la Compagnia del Bruco sia stata spesso identificata come una setta più o meno segreta di scardassieri e altri lavoratori della lana, il fatto che fosse situata in un distretto urbano, comportava che al suo interno vi fosse un'eterogenea componente lavorativa.
La composizione popolare del rione riportava infatti una grande ma non esclusiva presenza di lanini; situata tra le compagnie di San Pietro a Ovile di sotto e di Sant’Antonio, “el bruocho del Pian d’Uvile” contava 218 contribuenti tra uomini, donne, gruppi d’eredi e altro. Dei molteplici mestieri indicati, tutti di bassa estrazione, "solo" un 35% dei capifamiglia era impiegato nella corporazione laniera.
Prova ne è che capo della rivolta nella quale il Bruco compare nelle cronache del 1370, quando "si scuperse in Siena" sia difatti un "ligrittiere", Domenico di Lano, venditore di panni al dettaglio, dunque non esattamente impiegato nella produzione e nella lavorazione laniera. La causa scatenante della protesta che vide insorgere il Piano di Ovile riguardava una delle innumerevoli crisi del tardo medioevo sull'approvvigionamento di grano. 
L’insurrezione della brigata, dietro il motto "pace e dovizia", non era finalizzata al rovesciamento di un regime ostile, quanto probabilmente a spingere il "proprio" governo, che già nel biennio precedente aveva promosso alcune riforme per i ceti meno abbienti quali alcuni prestiti forzosi e l'esonero fiscale di fasce più povere, a intervenire energicamente nella crisi sociale. La lotta infatti mirava a costringere i possessori di grano a immetterlo sul mercato per fermare il "caro": "e andaranno per lo grano a chi n'ara, e chi n'ara ne lo darà".
Domenico di Lano era così bene inserito all’interno della fazione dei Riformatori al potere che due mesi dopo, il 27 settembre, lo ritroviamo fare parte di una commissione, comprendente anche noveschi e dodicini - le altre fazioni oltre ai "minuti" - col compito di studiare modalità e mezzi per aumentare le entrate del comune e portare più grano in città. E in tal senso andranno alcune concessioni popolari in merito a questo periodo di crisi, quando, evidentemente sotto pressione e col timore di nuovi tumulti, il governo decise il 27 ottobre 1370 di rimuovere i nominati dell’Ufficio del Biado, condannando e multando i membri noveschi e dodicini del detto ufficio. Una manovra di rimozioni miranti a placare la base sociale, radicale e popolare dei Riformatori di cui il Bruco era una evidente scorta: la composizione del nuovo ufficio sarà composta infatti da soli uomini del Popolo minuto.

## 1371: La rivolta dei lanini e la sommossa del Bruco

### L'insurrezione degli scardassieri

Il Campo di Siena

Nel luglio del 1371 quella che è passata alla storia come la rivolta di Barbicone prese le mosse dalle condizioni di impiego dei lanini. I sottoposti dell’arte della lana di Siena, per ottenere migliori condizioni lavorative, protestarono coi padroni della loro corporazione, chiedendo che fosse il Comune a fissare il salario e non gli stessi maestri, anzi minacciando di ucciderli.
La differenza col successivo Tumulto dei Ciompi risulta evidente: mentre nella rivolta fiorentina gli operai della lana cercano un riconoscimento corporativo per l'accesso alle magistrature di governo, qui, con una situazione che già prevedeva l'accesso di piccoli artigiani e salariati - come il caso degli uomini del Bruco - agli scranni del potere, si chiedeva a un governo ritenuto "amico" che fosse lui e non la potente corporazione dei maestri lanaioli a fissare il prezzo politico d'impiego della forza lavoro.
Ma i lanini non riuscirono a ottenere udienza e anzi, dopo una manifestazione sotto il Palazzo del Comune, alcuni di loro vennero arrestati e interrogati; a questo punto, con la repressione in atto e il fermo di Cecco delle Fornaci, Giovanni di monna Tessa e Francesco d’Agnolo detto Barbicone, il Bruco intervenne nella sommossa. Dunque non fu la compagnia a promuovere la rivolta dei sottoposti della lana; questi invece, di cui molti appartenenti al Piano d’Ovile, insorsero di per sé con gli operai provenienti logicamente anche da altri distretti cittadini. Solo col fermo di due dei molti lavoratori tessili appartenenti al Piano di Ovile, il Bruco scende nell'agone e capeggia l'ulteriore tumulto. 
La non sovrapponibilità assoluta tra lanini e membri del Bruco è data proprio dall'esempio principe: colui che è passato alla storia (e al folklore) come il leader della “rivoluzione” apparteneva clamorosamente a un'altra "contrada"; sia nel 1371 che nel 1384 è allirato nella Compagnia di San Giovanni.

### La liberazione dei rivoltosi e le violenze politiche

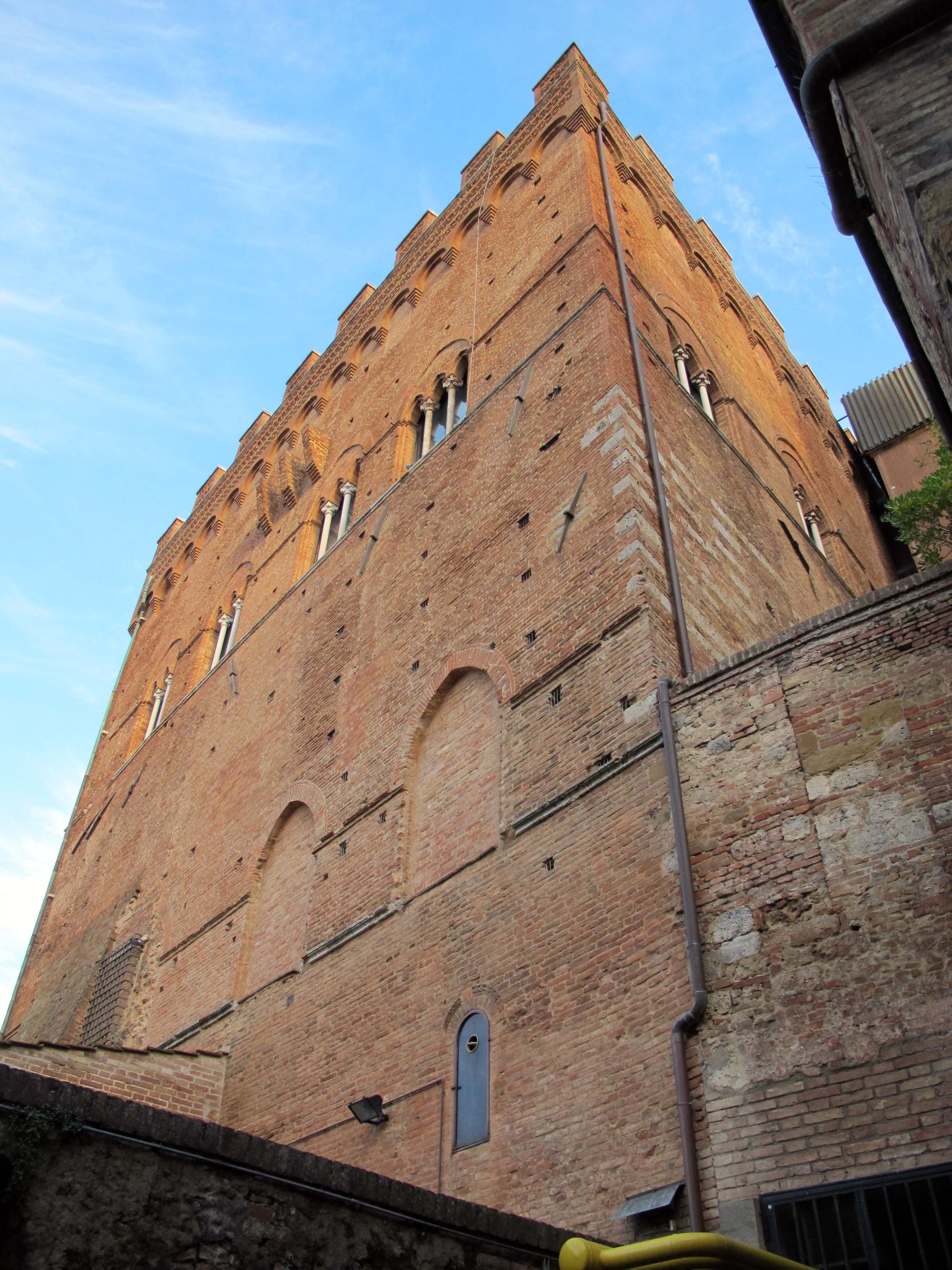
Palazzo Salimbeni. Più volte durante il regime dei Riformatori (1368-1385) la consorteria Salimbeni sarà ostile al Comune, sino alla guerra aperta del 1374.

Al momento in cui la folla si precipitò sotto il Palazzo Pubblico dunque, vi fu il fermo di alcuni di rivoltosi, col Senatore (una carica giudiziaria) che sotto tortura strappò loro una confessione che poteva costare la condanna a morte: «dissero cosa che vi andava la vita»
Il Bruco allora insorse reclamando la scarcerazione degli imprigionati il giorno 14 luglio: ne seguì una violentissima sommossa, tanto che molte forze del Senatore rimasero sul campo, finché l’arrivo del capitano del popolo, Francino di Maestro Naddo, riuscì almeno momentaneamente a sedare il tumulto.
Ed è qui che la rivolta sociale evolse in una ulteriore battaglia politica tra le fazioni cittadine che obtorto collo erano riunite sotto i Riformatori. L'avvenuta liberazione degli uomini della protesta laniera non placò i rivoltosi, che chiesero a quel punto l'espulsione di quei Riformatori appartenenti ai Nove e ai Dodici: «e avendo avuto quelli 3 la Compagnia del Bruco andoro con gran romore al palazzo de’ Signori gridando: ‘siene tratti e’ Dodici e’ Nove e così fu fatto». Un nemico dunque che non è identificato col governo tout court ma solo con le sue componenti "moderate" e minoritarie. Tanto che noveschi e dodicini espulsi furono immediatamente rimpiazzati da altri membri del Popolo minuto, di cui uno, Laco di Zano, appartenente proprio alla Compagnia del Bruco. L'identificazione del nemico politico era così sovrapposta al nemico sociale, laddove tra le file dei dodicini si trovavano molti maestri della corporazione della lana, affiliati alla "classe media", datori di lavoro della manifattura tessile.
I Riformatori al governo, identificati in quel Popolo minuto sin dal 1368 preponderante, se non furono i manovratori della sommossa, quantomeno non furono intenzionati a impedirla (o non poterono). «Muoia i Dodici», dilagò il grido nelle strade di Siena in una vera e propria caccia ai nemici politici. L'ex capitano del popolo Nannuccio di Francesco, scovato dalla folla fu accusato di aver fatto «molte cose sconcie a pititione de' Dodice e de' Salimbeni quando fu capitano; e ucciselo Ferraccio capitano de la compagnia del Bruco».
Dopodiché la brigata, che intanto si era diretta al Palazzo dei Salimbeni sradicò la bandiera col leone del popolo, strappò ai gonfalonieri i loro stendardi e li issò alle finestre del Palazzo Comunale. Altri combattimenti infuriarono presso le consorterie nobiliari di Malavolti, Montanini e Tolomei, con l’uccisione di Carlo di messer Francesco Malavolti.
La vittoria urbana delle formazioni del Popolo minuto appariva completa.

### Il "trattato dei gonfalonieri"

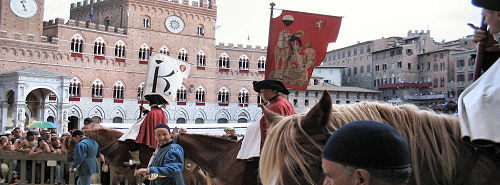
I gonfalonieri dei Terzi nel Corteo Storico di Siena

Nei giorni seguenti al tumulto, se da un lato il regime non volle (o non poté) reprimere i rivoltosi, d'altro canto cercò una qualche pacificazione. A dodicini e noveschi espulsi fu concessa l'immunità mentre riguardo allo stesso governo si confermò comunque la sua essenza monocolore dei popolari minuti.
Ma l'ala radicale, ormai spinta dall'azione politica del Bruco il 29 luglio portò un nuovo affondo: «certi de la brigata del Bruco» si recarono dai Signori Difensori, reclamando la consegna di alcuni nobili detenuti, «e se non gli aveano tagliarebbero a pezzi el Capitano [del popolo], e missero mano a le spade». Gli uomini della brigata chiesero inoltre la decapitazione del novesco Antonio di Bindotto Placidi e del dodicino Niccolò d’Ambrogio di Nese, due eminenti personaggi cittadini sospettati di ordire un'imminente congiura contro il regime. 
Tali accuse non erano infondate poiché una cospirazione degli elementi dodicini, coadiuvati dai Salimbeni e anche da alcuni elementi popolari dissidenti, quali il capitano del popolo Francino e i suoi gonfalonieri era in fase di attuazione. Un piano studiato nei minimi dettagli prevedeva la presa dei punti strategici della città, bloccando gli accessi al Campo, coi Salimbeni che sarebbero poi affluiti dal contado per dar man forte ai cospiratori. L'obbiettivo dei congiurati era palese: «che essi tagliarebero a pezi la compagnia del Bruco e' Tolomei e' Nove e '1 vescovo e certi altri, e poi riformarebero la città de' Dodici e di buoni omini, a lor modo».

### L'attuazione della congiura e la battaglia a Ovile

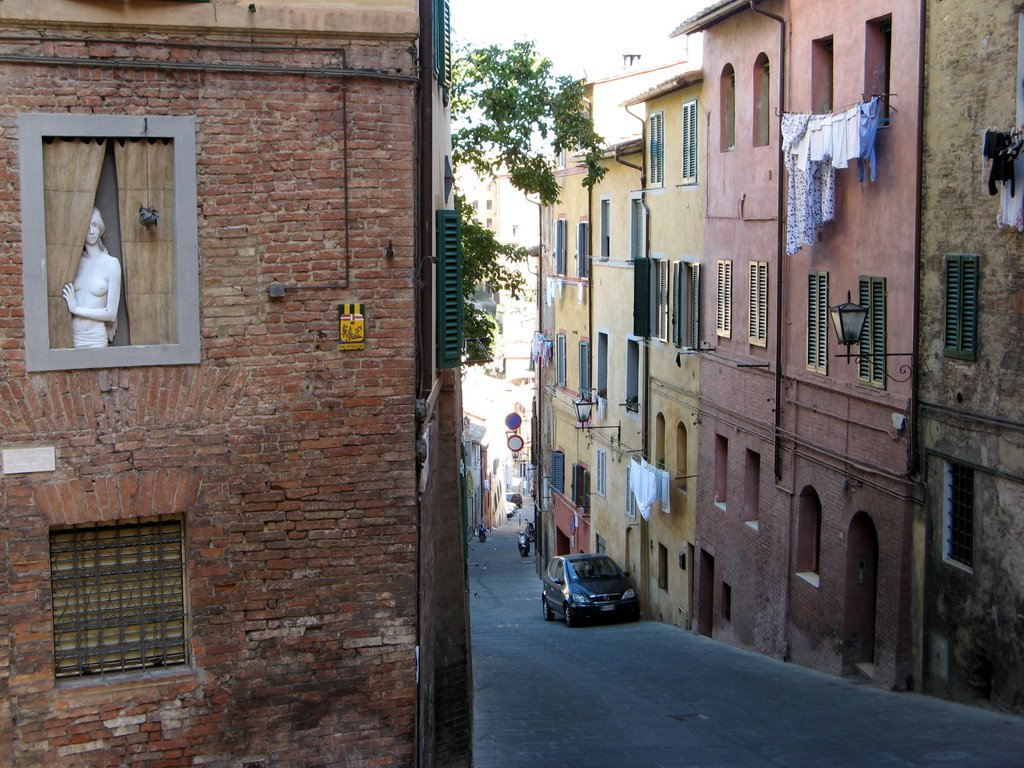
La sommità delle coste di Ovile, dove cercarono rifugio gli uomini e le donne della Compagnia del Bruco.

Nei piani dei sediziosi la notte del 29 luglio il capitano del popolo doveva far irrompere nel palazzo comunale diversi suoi sodali, ma fu sorpreso in atteggiamento sospetto e rinchiuso in una delle stanze del palazzo pubblico. 
Ciò non frenò i propositi dei congiurati poiché al mattino seguente i gonfalonieri maestri dei Terzi attuarono il piano muovendo con centinaia di uomini verso i punti strategici: Magio del Terzo di Città a Porta Salaia, Pasquino del Terzo di San Martino in via del Porrione con la sua bocca sul Campo e Migliorino del Terzo di Camollia alla Croce del Travaglio. Mentre negli snodi nevralgici infuriava vittoriosa l'azione dei ribelli, un distaccamento di essi si diresse verso il Piano di Ovile per schiacciare una volta per tutte il braccio armato del governo; fu così che gli uomini del Bruco furono colti di sorpresa e presto sopraffatti:
«E molti erano andati a la compagnia del Bruco, come era ordinato, e combatteano co' loro a Uvile, e rupperli e cacciarli per quelle coste co' le lancie e co' le balestra e co' le spade che non tenero cinga, e chi fugia di qua, e chi di là, e chi s'aguattava, e chi si gittava per le mura. Le done loro stridendo scapegliate co' le culle in capo, co' fanciulli in braccio, e per mano co' le balle, paurose fugendo che non fu mai simile piata che non si potrebe stimare chi veduto non l'avesse. E li Dodici in persona, Joanni Fei e Ambruogìo Binducci e Francia e suoi e gli altri robaro e tagliare le tele di su' telai, e affocaro da otto case, e così avendo vènto, tornavano per andare al palazo».
Nel momento più cruento della congiura, con le bande comunali soverchiate e il Bruco in rotta, la sorte dei Riformatori appariva segnata; tuttavia alcuni popolani di Ovile cercarono nel momento della disfatta un disperato aiuto nelle fazioni certamente ostili al "partito dodicino", come riporta la Cronaca di Donato di Neri: «O Gentiliomini, o Nove, soccorite el vostro popolo».
Oltre ai Nove, alcuni magnati come i Tolomei raccolsero le grida e l’invito degli uomini di Ovile, più che altro in nome dell’antica avversione nei confronti dei Salimbeni implicati nella congiura, considerando probabilmente i Riformatori come "male minore" rispetto a un forte predominio dei Salimbeni. E così fu, poiché presto si radunarono formazioni armate in grado di tenere testa ai congiurati: mentre alcuni magnati affrontarono all'Arco dei Rossi un corpo della spedizione punitiva che aveva invaso il Piano di Ovile, altri manipoli di noveschi e nobili combatterono a Porta Salaia. Infine, «quelli di Camullia», ovvero le milizie del Terzo rimaste fedeli al regime, si batterono alla Croce del Travaglio. L’ultima resistenza dei congiurati si ebbe sul Campo, ma anche qui gli uomini del gonfaloniere del Terzo di San Martino furono sopraffatti; gli stessi Salimbeni, che avevano radunato nel contado millecinquecento fanti e quaranta cavalieri, saputo l’esito dello scontro desistettero dall’attaccare la città: la congiura era stata sconfitta.

## Le conseguenze dei moti

### Le riforme politiche e i membri del Bruco
Nonostante la fuga di molti congiurati, per quelli catturati la repressione governativa fu spietata: furono giustiziati il novesco Antonio di Bindotto Placidi de’ Pelacani, il dodicino Niccolò di Ambrogio Nese, dei quali il Bruco aveva chiesto la testa due giorni avanti e già detenuti nel palazzo pubblico; furono passati per le armi poi due popolari maggiori, Petroccio di Pietro, conciatore, e un commerciante d’abiti, Palmerino di Palmerino. Infine il gonfaloniere Maestro del Terzo di città e il capitano del popolo, primo traditore del regime: Francino di maestro Naddo «fu vestito di scarlatto, e falli tagliato el capo in nel mezo del Campo in sur uno panno di scarlatto a dì primo d'agosto».

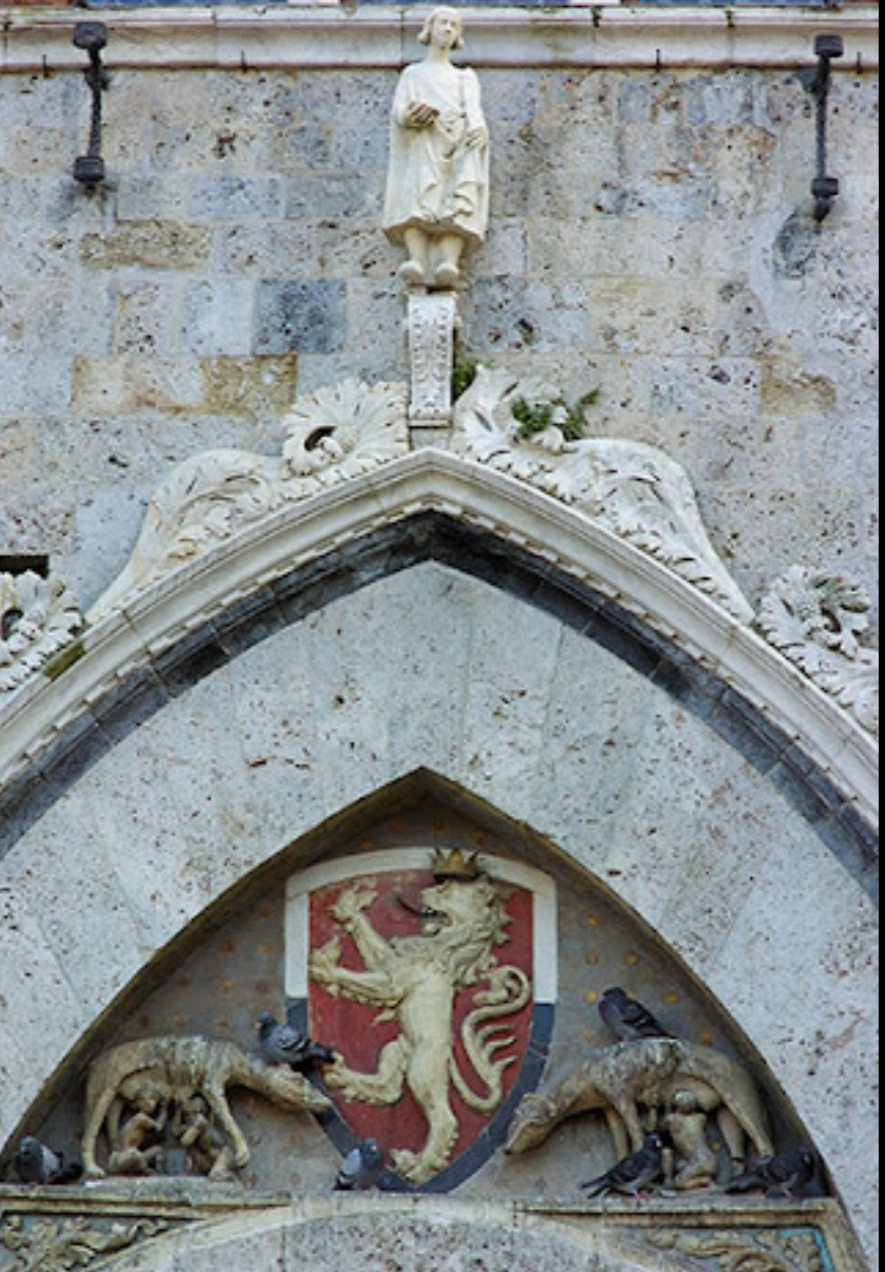
Leone del Popolo posto sulla porta del Palazzo Pubblico il 27 giugno 1372 dal Capitano del Popolo Giovanni di ser Gano detto "Pasciutto", scardassiere della Compagnia del Bruco.

Il due agosto furono predisposte in una riunione del Consiglio nuove decapitazioni e la devastazione delle case dei ribelli. La portata della sedizione era stata talmente ampia che fu colpito il 25% degli iscritti al Monte dei Dodici.
La gravità del trattato ebbe immediate ripercussioni politiche; oltre alle nomine di un nuovo capitano del popolo e dei gonfalonieri maestri, il numero degli appartenenti alla magistratura di governo fu portato a quindici membri di cui dodici Riformatori del Popolo minuto e tre noveschi. I Dodici furono invece banditi, col divieto quinquennale di ricoprire alcuna carica.
A dimostrazione dell'aspetto filo-governativo della Compagnia del Piano di Ovile, vediamo come i membri del Bruco nei mesi seguenti non solo non furono messi da parte, ma addirittura figurarono nelle magistrature (come era stato il caso precedente di Domenico di Lano). Nei giorni del provvedimento di espulsione dei dodicini vennero nominati tre cittadini con l'arbitrio di condanna per coloro considerati coinvolti nella cospirazione. Fra i tre spicca la figura del "brucaiolo" Benedetto del maestro Giovanni corazzaio, lo stesso che due anni avanti aveva presentato la petizione per la formazione della compagnia. Ciò a ulteriore dimostrazione del sostegno del Bruco al regime; non solo, lo stesso artigiano figurerà il primo novembre come eletto negli Ordini della città.
Si ricordano poi i nomi di Giovanni di ser Gano, detto Pasciutto, già nelle magistrature dopo i tumulti del 1368. Pochi mesi dopo la congiura lo troviamo ambasciatore in politica estera per il Comune di Siena e capitano del popolo nel 1372.
Altro esponente di spicco del Bruco, sempre in politica estera fu Noccio di Vanni, sellaio, interessato nella vera e propria guerra che vide il Comune di Siena opporsi nel 1374 alla consorteria dei Salibimbeni.
Anche in merito ai protagonisti della rivolta, i loro nomi sono nuovamente ravvisabili; Giovanni di monna Tessa caporale poco tempo dopo di una brigata di fanti al Porto di Talamone assieme Francesco d'Andrea detto Ferraccio, anch'egli del Bruco e coinvolto in prima persona nel tumulto, quando aveva ucciso l’ex capitano del popolo Nannuccio di Francesco.
Infine l'eroe eponimo della rivolta: affatto scomparso o perseguitato per le sue opere di "rivoluzionario", lo ritroviamo un quindicennio dopo la sommossa, citato nel 1384 come Francesco d'Agnolo detto Berbicone nuovamente allirato nella Compagnia di San Giovanni; il medesimo accertamento fiscale del 1371, quando già figurava pienamente inserito nelle file dei Riformatori al potere.

### Le riforme sociali: l'Arte della lana
Infine in autunno, dopo l'urgenza data dai provvedimenti politici, il regime mise mano alle problematiche sociali che avevano scatenato il tumulto. 
Le richieste precedenti all'insurrezione, ovvero che fosse il Comune e non la corporazione a fissare il prezzo della forza lavoro, atteneva evidentemente alla speranza degli operai di trovare nei Riformatori un interlocutore privilegiato, se si considera l'unicum politico del regime senese nel panorama comunale italiano (anche e soprattutto rispetto al Tumulto dei Ciompi). Il rifiuto della componente di quel governo facente capo a noveschi e dodicini di accogliere i sottoposti della lana comportò prima l'arresto dei tre caporioni, tra cui Barbicone, e poi la seguente insurrezione dove intervenne massicciamente la compagnia del Bruco in difesa dei propri uomini arrestati. Il disegno degli operai senesi non fu dunque di affossare il potere costituito ma di rafforzarne la fazione più radicale. 

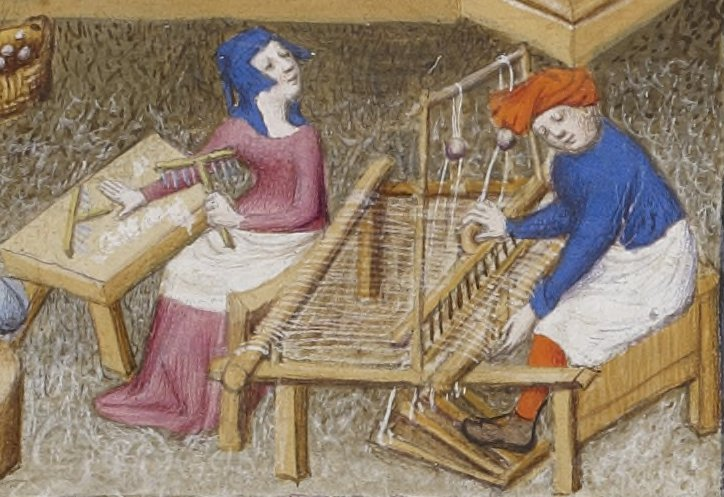
Miniatura tardomedievale: una donna addetta alla cardatura mentre un uomo manovra il telaio.

Ecco che nel settembre del 1371, due mesi dopo la rivolta, fu disposto in Consiglio di riformare gli statuti delle Arti «nel modo in cui sarà giudicato essere conveniente al bene e all’utile dei mercanti e degli artigiani della città di Siena e di ogni cittadino». Nel novembre poi, la commissione preposta cambiò in effetti gli organi corporativi: fu stabilito che nel Consiglio dell’Arte della lana la metà dei consiglieri dovesse essere formata da maestri delle Arti sottoposte «cioè bigellay, cardatori, tentori, cerbottari et dell’antre Arte sottoposte al detto ufficio della lana». Misure per contrastare il potere padronale dei lanaioli e favorire i piccoli maestri e i sottoposti. In tal senso anche il Parlamento dell'Arte fu cambiato, stabilendo ora che sarebbe stato composto in parti uguali: sei lanaioli e sei sottoposti.
Oltre a una gestione collegiale altre cessioni furono fatte riguardo alla libertà di lavoro, spezzando la rigidità corporativa e stabilendo che il lavoratore avrebbe potuto cambiare padrone, purché non avesse pendenze in sospeso con il vecchio maestro o non avesse con lui lavori da ultimare. E anche sul fronte dei debiti in sospeso si andò incontro ai sottoposti: «Ancho lavoranti del’Arte dela Lana non siano soperchiati da’ maestri lanaiuoli», dunque affinché non siano oppressi, essi potranno «comodamente pagare» senza che si pretenda un rimborso di più di dieci soldi a settimana.
Da qui si evince nuovamente come gli appartenenti alla compagnia del Piano di Ovile, i loro scardassieri e quelli senesi in generale, non solo non finirono in ombra nei mesi seguenti la sommossa, come invece sarà nel caso dei Ciompi, sconfitti e soppressi, ma al contrario trovarono nella fazione popolare al governo piena legittimazione e il soddisfacimento delle loro istanze.

### Conclusioni
Barbicone e la "sommossa del Bruco" sono stati e continuano a essere nella memoria storica, nel folklore e anche nella storiografia recente argomenti fonte di continui fraintendimenti.
Ciò in relazione all'errato appiattimento delle vicende senesi su quelle di qualche anno dopo dei più noti Ciompi fiorentini; in secondo luogo in merito al mito sull'eroe della rivolta, Barbicone, la cui epopea spesso lo vede capo di una setta segreta di congiurati, o peggio combattente per generiche libertà comunali contro un imprecisato governo tirannico.
La Compagnia del Piano di Ovile (altresì detta del Bruco) fu invece un normale quand'anche bellicoso distretto urbano costituitosi in compagnia cittadina, peraltro non composta esclusivamente da sottoposti della lana. La bassa estrazione sociale dei suoi abitanti, di cui molti piccoli artigiani e proto-proletari, e la loro combattività fece però sì che, negli anni in cui Siena espresse uno dei regimi più marcatamente popolari che il mondo comunale avesse mai conosciuto, tale distretto infiammasse la politica cittadina in appoggio completo al Popolo minuto allora al potere.
Degna di nota in tal senso la parabola temporale del Bruco: la nascita della compagnia fu in concomitanza col governo dei Riformatori (il 30 dicembre 1368) e la sua scomparsa coincidente con la caduta violenta del regime: nel 1384, alla fine dei Riformatori, la compagnia del «Piano d’Uvile» infatti era ancora un distretto amministrativo. Dopo mesi di instabilità, l'attacco esterno di Firenze, il sabotaggio nel contado portato dei nobili e la lotta interna delle fazioni ostili portò alla battaglia finale. Nonostante i grandi combattimenti sul Campo di Siena e la determinazione delle bande artigiane, il regime crollò la sera del 23 marzo 1385. Pochi mesi dopo le compagnie cittadine tornarono a essere quarantadue, e così restarono, come prima del 1368, col Bruco che dunque tramontò con gli stessi Riformatori: l'ipotesi di una soppressione politica della Compagnia risulta così affatto peregrina.

### Studi contemporanei
Nonostante lo storico Luchaire oltre un secolo fa (1906) avesse nei suoi studi sul Governo dei Dodici riportato il documento che segna l'atto di nascita del Bruco e dunque l'identificazione di esso come compagnia cittadina, la vicenda di Barbicone, la sua provenienza, ruoli e i protagonisti del Piano di Ovile sono ancora oggetto di fraintendimenti storiografici. Fra gli studi contemporanei più precisi sono da menzionare quelli di Valerie Wainwright, Franco Franceschi e gli ultimi notevoli lavori di Giovanni Mazzini, che hanno finalmente gettato una luce chiarificatrice su di un intenso periodo della storia della Repubblica di Siena.

## Curiosità
- Francesco d'Agnolo risulta nella Cronaca di Donato di Neri come Burbicone[14]. Seguentemente nell'accertamento fiscale del 1384 appare come Berbicone.[38] Secondo lo storico Giovanni Mazzini la corruzione del nome in Barbicone potrebbe essere dovuta al Malavolti che così lo menziona due secoli dopo, nelle sue Historie[39].

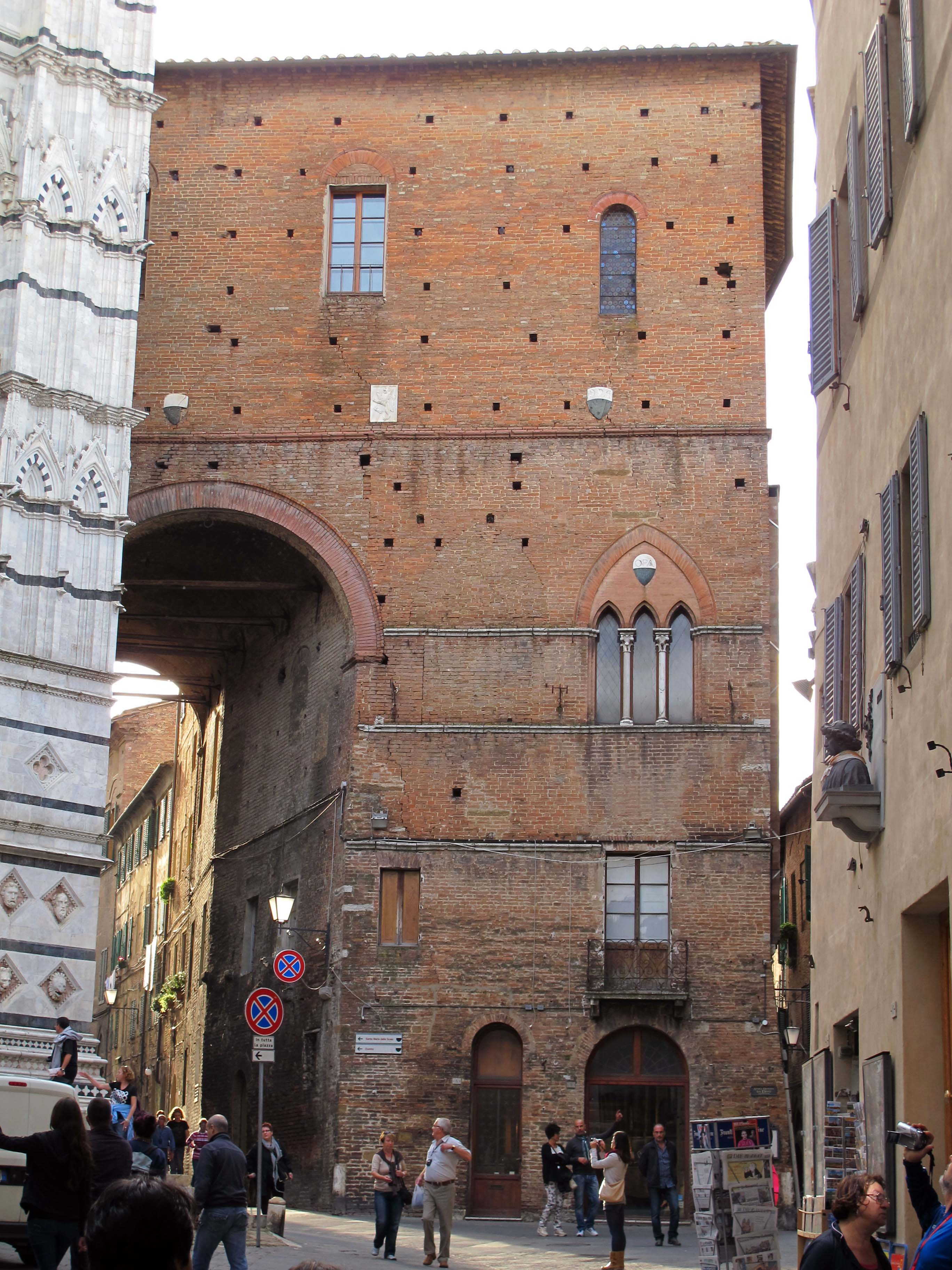
Arco di via Franciosa, tra Via dei Fusari e Piazza San Giovanni, la zona della Compagnia omonima dove visse secondo gli alliramenti Barbicone.

- Tra gli aspetti più clamorosi della storia di Barbicone vi è quello della sua non appartenenza alla Compagnia del Piano di Ovile, dunque al Bruco. La sua registrazione nella Compagnia di San Giovanni, e per gli anni dei tumulti e un quindicennio dopo, è significativa della non completa sovrapponibilità del Bruco con gli operai tessili, stante comunque una significativa presenza nel rione di sottoposti dell'Arte della lana. Nonostante svariati membri di comprovata appartenenza alla Compagnia del Bruco appaiano nei numerosi documenti del tempo, è stato però Barbicone ad essere singolarmente accomunato al rione di Ovile. A tutt'oggi la Nobil contrada del Bruco, depositaria ideale di quei fatti, quand'anche sorta molto dopo e con altre finalità, si identifica nel rivoltoso; lo stesso periodico della contrada porta il nome del lanino insorto e tra i suoi motti, "come rivoluzion suona il mio nome", è un esplicito omaggio degli eventi del 1371. Al principio del cuore del rione poi, in alto sulle coste di Ovile vi è la fonte di San Francesco dove è scolpito il condottiero popolare.
- Un altro aspetto piuttosto singolare della vicenda è la questione relativa all'ubicazione della Compagnia del Bruco, fondamentale in quanto tale società nacque per questioni meramente territoriali e balzata solo poi alle cronache come forza politica. Così recita la petizione portata in consiglio dal corazzaio Benedetto di Giovanni il 30 dicembre 1368 sui confini della detta compagnia: "da casa di Barna di Giudiccio pellicciaio in giù che è meno che a mecza la costa, siccome va dritto a riscontro et oltra dalla casa del maestro Meo di Mino del legname, et oltre apiè la balza da casa die Piero Ferrovecchio in giù, e in valle Roczi da casa di Niccholo di Favule, detto Ghirello, e a riscontro e come ricide in fine alla volta di sotto d'andare alla Fonte nuova". Pur non potendo riconoscere gran parte delle ubicazioni, si evince come il territorio si trovasse nella zona attigua alle coste di Ovile, quello che ancora oggi è chiamato Pian d'Ovile e dunque in larga parte nell'odierna contrada della Lupa. La confusione tra il Piano e le Coste di Ovile è probabilmente opera del Malavolti, che nelle sue Historie situa erroneamente la Compagnia del Bruco proprio nelle coste[40]. Altra possibile natura del fraintendimento è forse dovuta alla Cronaca di Donato di Neri che cita le coste durante la battaglia a "Uvile": nel momento della congiura in cui le brigate dodicine invadono il Piano di Ovile, i lanini e gli altri abitanti in fuga cercano rifugio nell'unica possibile via di fuga: le coste di Ovile[23], appunto l'odierno Bruco.

- Prima che gli eventi di luglio del 1371 fossero compresi in un unico corpus passato alla storia nei secoli successivi come “La rivolta di Barbicone” o "La sommossa del Bruco", le vicende erano conosciute dai coevi come "Il trattato dei gonfalonieri"[41].